# Waldron (Arkansas)
Waldron ist eine Kleinstadt (City) und Verwaltungssitz (County Seat) des Scott County im Bundesstaat Arkansas der Vereinigten Staaten. Das U.S. Census Bureau hat bei der Volkszählung 2020 eine Einwohnerzahl von 3.386 ermittelt.

## Lage
Waldron liegt im Westen des Bundesstaates Arkansas in der Nähe des Ouachita National Forest in den Ouachita Mountains. Die Grenze zum Bundesstaat Oklahoma liegt rund 32 Kilometer westlich von Waldron. Die Stadt liegt im Hickman Township und ist neben Mansfield, das zum größten Teil im Sebastian County liegt, die einzige Stadt des Scott County. Die nächste größere Stadt ist Fort Smith, rund 60 Kilometer nordwestlich von Waldron.
Der U.S. Highway 71 verläuft als Ortsumgehung westlich an Waldron vorbei, der Arkansas Highway 80 führt in West-Ost-Richtung durch die Stadt hindurch. Südwestlich von Waldron liegt der Verkehrsflughafen Waldron Municipal Airport.

## Geschichte
Als Gründer der Stadt Waldron gilt William Grandison Featherston, der im Jahr 1832 mit seiner Mutter, seine Ehefrau und seinen vier Kindern in die Gegend zog und dort eine Kneipe eröffnete. Im Jahr 1838 wurde eine Poststation mit dem Namen Poton Valley eingerichtet und Featherston wurde der erste Postmaster des Dorfes. Im Jahr 1843 übernahm Featherstons Bruder Edward die Poststation und verlegte sie etwas weiter nach Nordosten. Fortan war die Siedlung unter dem Namen Winfield bekannt. 1845 verkaufte W. G. Featherston ein Landstück an den Vermesser W. P. Waldron und die auf diesem Landstück gegründete Siedlung wurde am 17. Dezember 1852 unter dem Namen Waldron als Stadt inkorporiert.

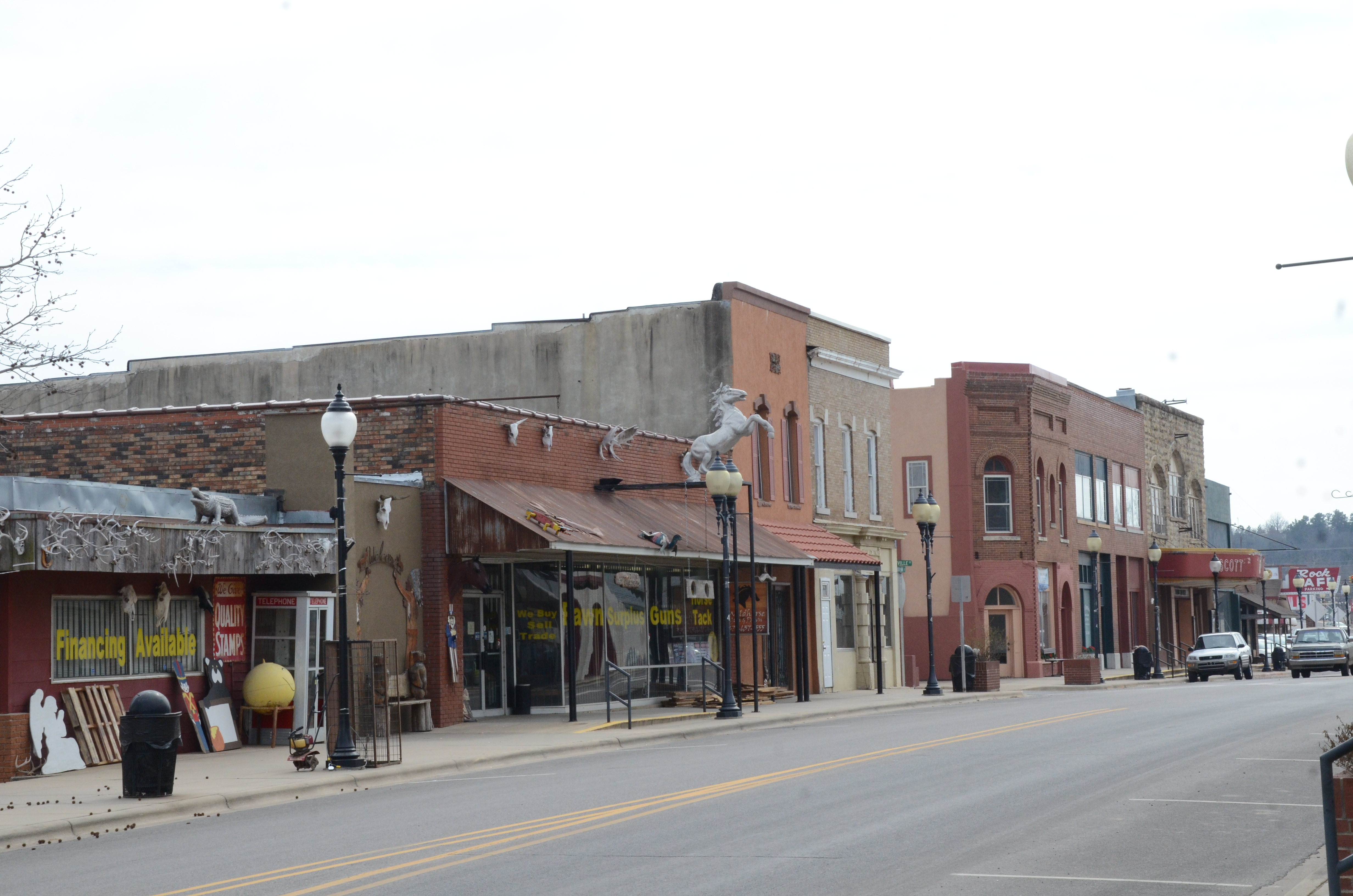
Waldron Commercial Historic District

Die Bewohner der neuen Stadt lebten überwiegend von der Landwirtschaft, insbesondere dem Anbau von Baumwolle und Getreide. Bereits kurz nach der Stadtgründung entstanden in Waldron eine Schrotmühle und ein Sägewerk sowie mehrere Hotels. Während des Sezessionskrieges wurde Waldron mehrfach von durchziehenden Truppen zerstört. Am 11. September 1863 und am 6. Oktober 1863 kam es in der Stadt jeweils zu Gefechten zwischen den Armeen der Unionsstaaten und der konföderierten Staaten. Im weiteren Verlauf des Krieges entwickelte Waldron sich zu einem umkämpften strategischen Stützpunkt, am 29. Dezember 1863 kam es zu weiteren Gefechten zwischen konföderierten Truppen und der 2nd Kansas Cavalry. Am 22. März 1864 wurde Waldron evakuiert, zu diesem Zeitpunkt war die Stadt bereits fast vollständig zerstört. Nach dem Ende des Krieges entwickelte sich Waldron zu einer gesetzlosen Stadt, zwischen 1873 und 1879 ereigneten sich in Waldron alleine mehr als 30 Morde.
Zu Beginn des 20. Jahrhunderts erlebte Waldron ein starkes Bevölkerungswachstum. Im Jahr 1903 wurde die Strecke der Kansas City Southern Railway nach Waldron fertig gestellt, womit sich die Stadt zu einem wichtigen Handelsort in der Region entwickelte. Bis 1920 entstanden in Waldron eine Bank, eine Konservenfabrik, eine Weizenmühle, eine Ziegelei und eine Limonadenfabrik, außerdem verfügte die Stadt mit ihren 918 Einwohnern zu diesem Zeitpunkt bereits über Elektrizität und einen Anschluss an das Telefonnetz. 1930 wurde in der Innenstadt von Waldron ein Kino eröffnet. Ebenfalls in den 1930er-Jahren wurden die Hauptstraßen in Waldron befestigt und die Stadt stellte auf das Kanalsystem um.
1941 wurde südwestlich von Waldron ein kleiner Verkehrsflughafen gebaut, der im Jahr 1967 vergrößert wurde. Ebenfalls in den 1960er-Jahren wurde in Waldron eine Geflügelfarm gegründet, diese gehört heute zum Lebensmittelkonzern Tyson Foods und ist der größte Arbeitgeber der Stadt.

## Bevölkerung

### Census 2010
Beim United States Census 2010 hatte Waldron 3618 Einwohner, die sich auf 1400 Haushalte und 881 Familien verteilten. 85,0 % der Einwohner waren Weiße, 0,4 % Afroamerikaner, 2,6 % Asiaten und 1,0 % amerikanische Ureinwohner; 8,2 % der Einwohner waren anderer Abstammung und 2,9 % hatten zwei oder mehr Abstammungen. Hispanics und Latinos jeglicher Abstammung machten 15,5 % der Gesamtbevölkerung aus.
In 42,1 % der Haushalte lebten verheiratete Ehepaare, 14,9 % der Haushalte setzten sich aus alleinstehenden Frauen und 5,9 % aus alleinstehenden Männern zusammen. 36,7 % der Haushalte hatten Kinder unter 18 Jahren, die bei ihnen wohnten und in 29,9 % der Haushalte lebten Senioren über 65 Jahre.
Das Medianalter lag in Waldron im Jahr 2010 bei 33,5 Jahren. 29,0 % der Einwohner waren jünger als 18 Jahre, 10,2 % waren zwischen 18 und 24, 23,2 % zwischen 25 und 44, 20,5 % zwischen 45 und 64 und 17,1 % der Einwohner waren 65 Jahre oder älter. 48,8 % der Einwohner waren männlich und 51,2 % weiblich.

### Census 2000
Beim United States Census 2000 lebten in Waldron 3508 Einwohner in 1430 Haushalten und 899 Familien. 90,42 % der Einwohner waren Weiße, 0,14 % Afroamerikaner, 0,11 % Asiaten, 0,91 % amerikanische Ureinwohner und 8,41 % anderer oder mehrerer Abstammungen. Zum Zeitpunkt der Volkszählung betrug das Medianeinkommen pro Haushalt in Waldron 21.921 US-Dollar und pro Familie 26.829 US-Dollar. Das durchschnittliche Pro-Kopf-Einkommen lag bei 12.193 US-Dollar. 25,9 % der Einwohner von Waldron lebten unterhalb der Armutsgrenze, darunter 31,1 % der minderjährigen Bevölkerung und 14,7 % der Einwohner über 65 Jahren.

## Sehenswürdigkeiten

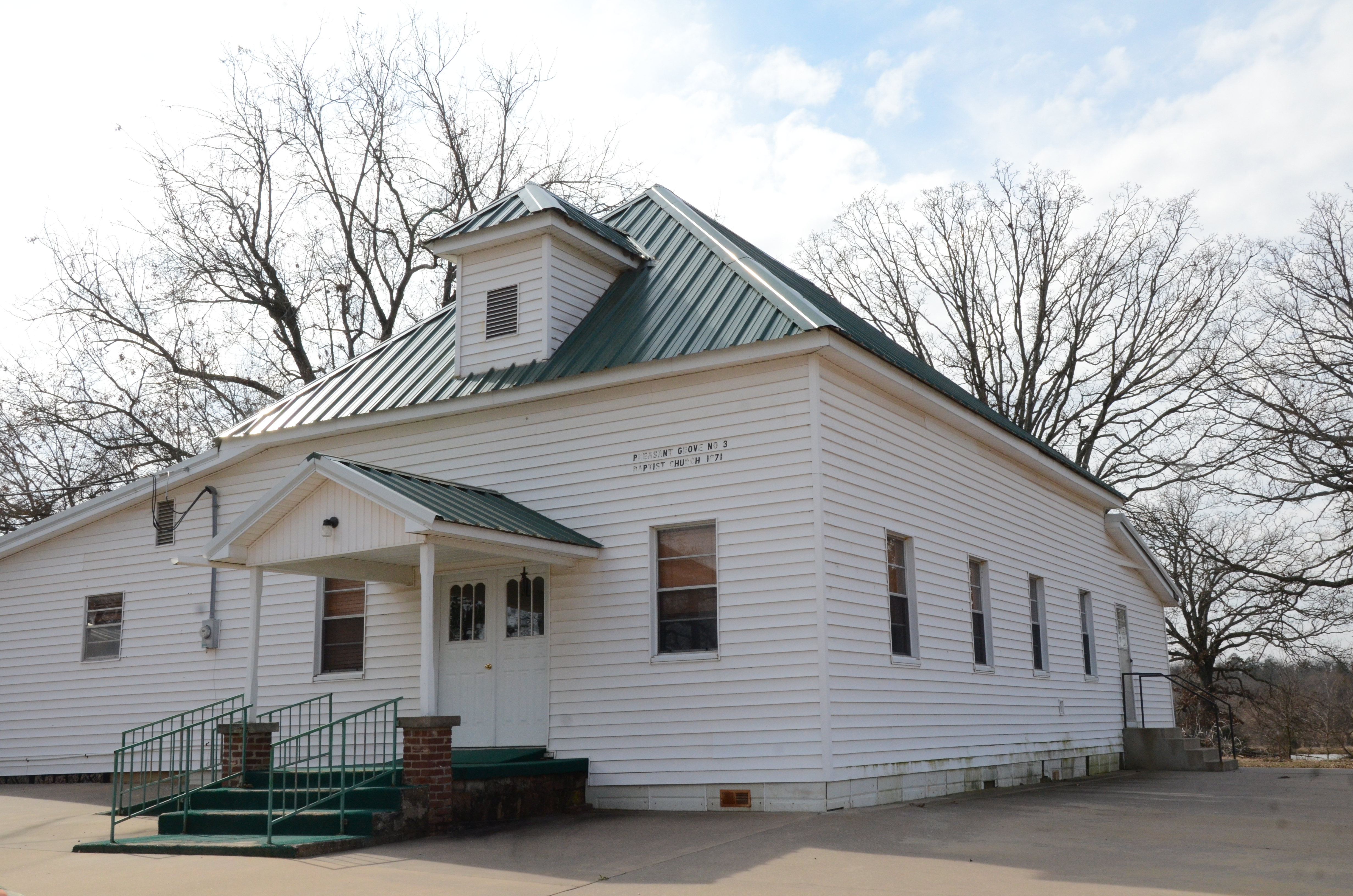
Mount Pleasant Methodist Church

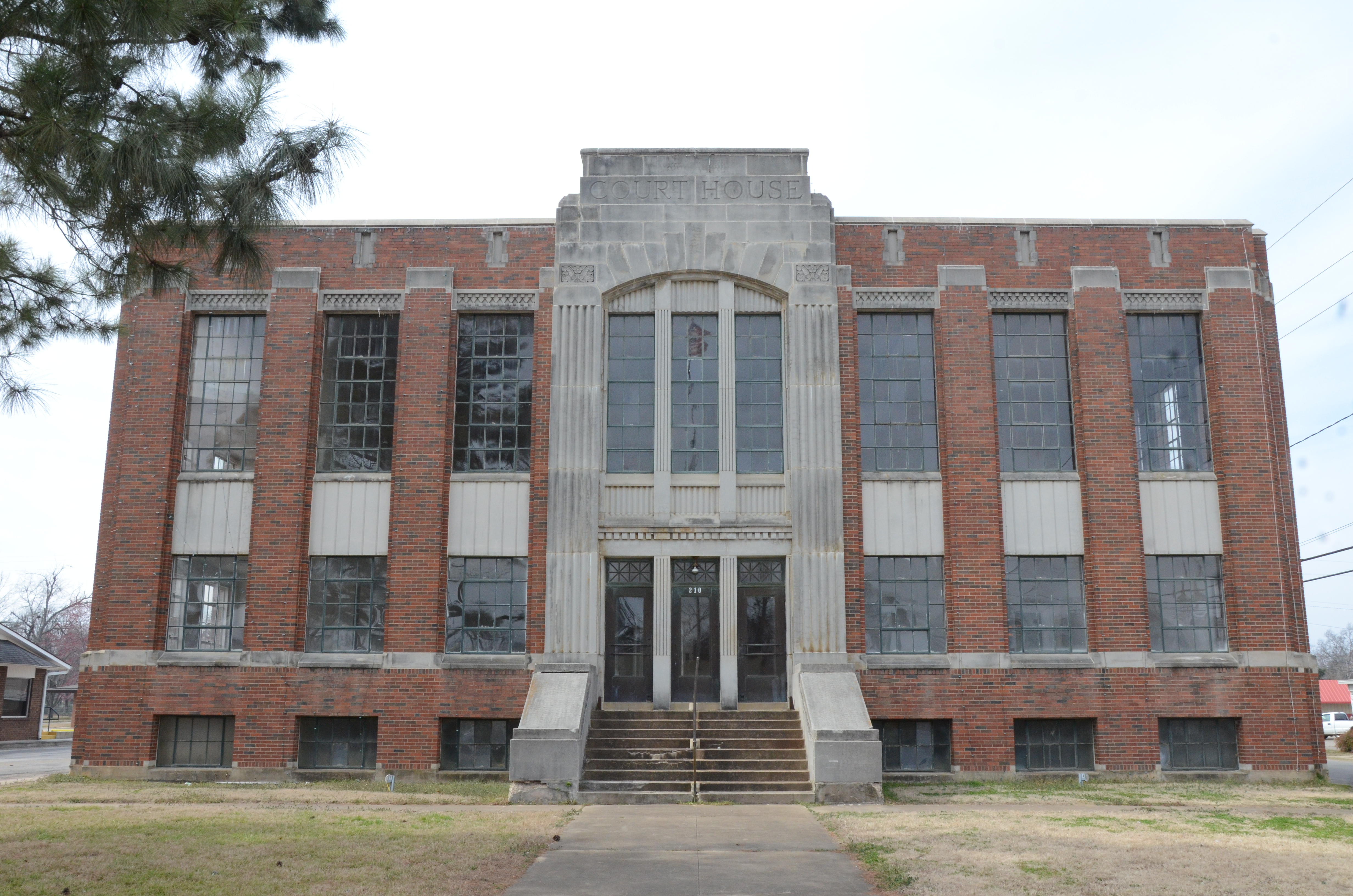
Altes Scott County Courthouse

In Waldron sind mehrere Gebäude im National Register of Historic Places gelistet.
Das erste Gebäude in Waldron, das in das National Register of Historic Places aufgenommen wurde, ist die Mount Pleasant Methodist Church, die 1891 auf einem durch den Farmer Joseph Self zur Verfügung gestellten Landstück erbaut wurde. Die Kirche ist ein weiß angestrichener Holzbau.
Das alte Scott County Courthouse wurde 1934 errichtet und ist ein zweigeschossiges Gebäude im Art-déco-Stil. Das Haus wurde von dem Architekturbüro Bassham & Wheeler aus Fort Smith entworfen, der Bau wurde von der Works Progress Administration finanziert. Das Gebäude ersetzte das alte Verwaltungsgebäude des Scott County, das bei einem Brand zerstört wurde.
Zu den weiteren Baudenkmalen in Waldron zählen das Poteau Work Center mit dem dazu gehörigen Wohnhaus, das C.E. Forrester House und das alte Scott City County Jail. Mehrere Gebäude in Downtown Waldron sind im Waldron Commercial Historic District zusammengefasst.